# Zamia lecointei
Zamia lecointei är en kärlväxtart som beskrevs av Adolpho Ducke. Zamia lecointei ingår i släktet Zamia och familjen Zamiaceae. IUCN kategoriserar arten globalt som nära hotad. Inga underarter finns listade i Catalogue of Life.